# Jacques Thubé

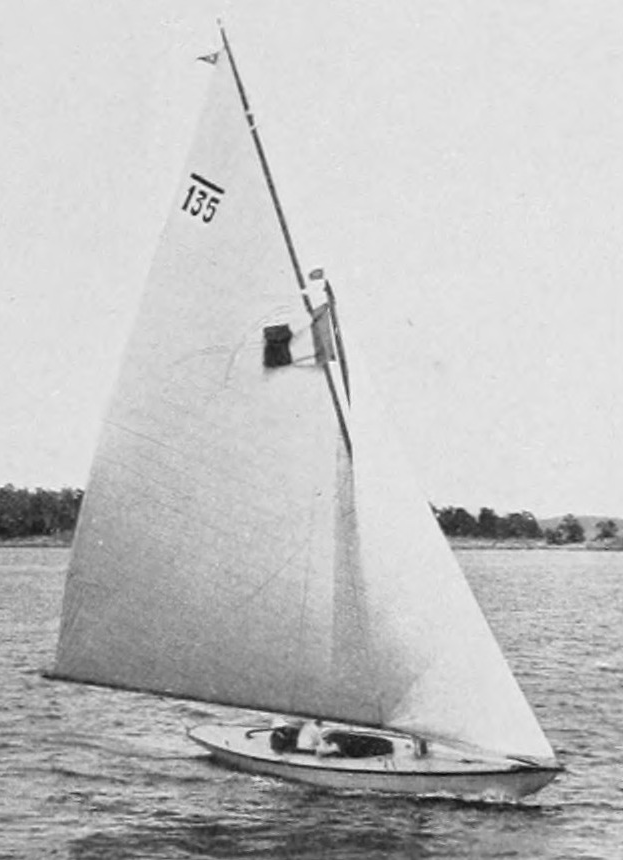
Vaixell Mac Miche als Jocs Olímpics d'estiu de 1912.

Jacques Marie Thubé (Nantes, Loira Atlàntic, 22 de juny de 1882 - Nantes, 14 de maig de 1969) va ser un regatista francès que va competir a començaments del segle xx.
El 1912 va prendre part en els Jocs Olímpics d'Estocolm, on va guanyar la medalla d'or en la categoria de 6 metres del programa de vela. Thubé navegà a bord del Mac Miche junt als seus germans Amédée i Gaston Thubé.